# Royal Oak Charter Township
Royal Oak Charter Township est située dans l’État américain du Michigan. Sa population est 5 446 d'habitants. (On ne devrait pas être confondu avec la ville de Royal Oak, qui est une communauté distincte.)